# Persone di nome Massimo/Allenatori di calcio
| Questa pagina contiene informazioni ricavate automaticamente dalle voci biografiche con l'ausilio del template Bio e di un bot. L'aggiornamento è periodico e automatico e ricostruisce completamente la pagina. Se manca una persona in questa lista, sei pregato di non aggiungerla, ma accertati piuttosto che la sua voce biografica contenga il template Bio e che i dati anagrafici siano correttamente compilati. Se il template Bio manca, inseriscilo tu stesso o, in alternativa, metti l'avviso {{tmp\|Bio}} che ne segnala la mancanza. Se i dati riportati sono sbagliati, correggi direttamente la voce biografica; le modifiche saranno visibili in questa lista entro pochi giorni. Per chiarimenti vedi il progetto antroponimi. La lista contiene solo le 52 persone che sono citate nell'enciclopedia e per le quali è stato implementato correttamente il template Bio. Pagina aggiornata al 6 ago 2025. |

Questa è una lista di persone presenti nell'enciclopedia che hanno il nome Massimo e sono allenatori di calcio.

## A(3)
- Massimo Agostini, allenatore di calcio, ex calciatore e ex giocatore di beach soccer italiano (Rimini, n. 1964)
- Massimo Albiero, allenatore di calcio e ex calciatore italiano (Adria, n. 1960)
- Massimo Arrighi, allenatore di calcio e ex calciatore italiano (Crespina, n. 1954)

## B(6)
- Massimo Barbuti, allenatore di calcio e ex calciatore italiano (San Giuliano Terme, n. 1958)
- Massimo Battara, allenatore di calcio e ex calciatore italiano (Genova, n. 1963)
- Massimo Beghetto, allenatore di calcio e ex calciatore italiano (Cittadella, n. 1968)
- Massimo Bonanni, allenatore di calcio e ex calciatore italiano (Roma, n. 1982)
- Massimo Brambilla, allenatore di calcio e ex calciatore italiano (Vimercate, n. 1973)
- Massimo Brioschi, allenatore di calcio e ex calciatore italiano (Monza, n. 1969)

## C(5)
- Massimo Carrera, allenatore di calcio e ex calciatore italiano (Pozzuolo Martesana, n. 1964)
- Massimo Ceccaroni, allenatore di calcio e ex calciatore svizzero (Basilea, n. 1968)
- Massimo Cicconi, allenatore di calcio e ex calciatore italiano (Teramo, n. 1969)
- Massimo Ciocci, allenatore di calcio e ex calciatore italiano (Corridonia, n. 1968)
- Massimo Colomba, allenatore di calcio e ex calciatore svizzero (Villars-sur-Glâne, n. 1977)

## D(4)
- Massimo Demartis, allenatore di calcio e ex calciatore italiano (Alghero, n. 1974)
- Massimo De Solda, allenatore di calcio e ex calciatore italiano (Brindisi, n. 1966)
- Massimo De Stefanis, allenatore di calcio e ex calciatore italiano (Roma, n. 1957)
- Massimo Donati, allenatore di calcio e ex calciatore italiano (San Vito al Tagliamento, n. 1981)

## E(1)
- Massimo Epifani, allenatore di calcio e ex calciatore italiano (Pescara, n. 1974)

## F(3)
- Massimo Fenili, allenatore di calcio, calciatore e cestista italiano (Lucca, n. 1935 - † 2009)
- Massimo Ficcadenti, allenatore di calcio e ex calciatore italiano (Fermo, n. 1967)
- Massimo Filardi, allenatore di calcio, procuratore sportivo e ex calciatore italiano (Salerno, n. 1966)

## G(2)
- Massimo Gadda, allenatore di calcio e ex calciatore italiano (Legnano, n. 1963)
- Massimo Ganci, allenatore di calcio e ex calciatore italiano (Milano, n. 1981)

## L(3)
- Massimo Lombardini, allenatore di calcio e ex calciatore italiano (Codogno, n. 1971)
- Massimo Lombardo, allenatore di calcio, dirigente sportivo e ex calciatore svizzero (Bellinzona, n. 1973)
- Massimo Lotti, allenatore di calcio e ex calciatore italiano (Formia, n. 1969)

## M(8)
- Massimo Maccarone, allenatore di calcio e ex calciatore italiano (Galliate, n. 1979)
- Massimo Marazzina, allenatore di calcio e ex calciatore italiano (Lodi, n. 1974)
- Massimo Martino, allenatore di calcio e ex calciatore lussemburghese (Lussemburgo, n. 1990)
- Massimo Mattiazzo, allenatore di calcio e ex calciatore italiano (Padova, n. 1960)
- Massimo Melucci, allenatore di calcio e ex calciatore italiano (Rimini, n. 1978)
- Massimo Meola, allenatore di calcio e ex calciatore italiano (Biella, n. 1953)
- Massimo Morales, allenatore di calcio italiano (Caserta, n. 1964)
- Massimo Mutarelli, allenatore di calcio e ex calciatore italiano (Como, n. 1978)

## O(1)
- Massimo Oddo, allenatore di calcio e ex calciatore italiano (Pescara, n. 1976)

## P(6)
- Massimo Paci, allenatore di calcio e ex calciatore italiano (Fermo, n. 1978)
- Massimo Pedrazzini, allenatore di calcio e ex calciatore italiano (Milano, n. 1958)
- Massimo Pellegrini, allenatore di calcio e ex calciatore italiano (Frascati, n. 1966)
- Massimo Perra, allenatore di calcio e ex calciatore italiano (Quartu Sant'Elena, n. 1976)
- Massimo Piloni, allenatore di calcio e ex calciatore italiano (Ancona, n. 1948)
- Massimo Piscedda, allenatore di calcio e ex calciatore italiano (Roma, n. 1962)

## R(3)
- Massimo Rastelli, allenatore di calcio e ex calciatore italiano (Torre del Greco, n. 1968)
- Massimo Rizzo, allenatore di calcio e ex calciatore svizzero (Zurigo, n. 1975)
- Massimo Rovellini, allenatore di calcio e ex calciatore italiano (Legnano, n. 1961)

## S(4)
- Massimo Scoponi, allenatore di calcio e ex calciatore italiano (Civitanova Marche, n. 1973)
- Massimo Silva, allenatore di calcio e ex calciatore italiano (Pinarolo Po, n. 1951)
- Massimo Storgato, allenatore di calcio e ex calciatore italiano (Casale Monferrato, n. 1961)
- Massimo Susic, allenatore di calcio e ex calciatore italiano (Mossa, n. 1967)

## T(1)
- Massimo Tassara, allenatore di calcio e ex calciatore italiano (Livorno, n. 1954)

## V(1)
- Massimo Venturini, allenatore di calcio e ex calciatore italiano (Novara, n. 1957)

## Z(1)
- Massimo Zappino, allenatore di calcio e calciatore brasiliano (Pesqueira, n. 1981)